# مالاكوف - بلاتو دو فانف (مترو باريس)
مالاكوف - بلاتو دو فانف (بالفرنسية: Malakoff – Plateau de Vanves)‏ هي محطة مترو تابعة لمترو باريس تقع في فرنسا في مالاكوف.[بحاجة لمصدر]